# Prunus omissa
Prunus omissa är en rosväxtart som beskrevs av Emil Bernhard Koehne. Prunus omissa ingår i släktet prunusar, och familjen rosväxter. Inga underarter finns listade i Catalogue of Life.